# E.D.P. Jesina Femminile 2015-2016
Questa voce raccoglie le informazioni riguardanti l'Associazione Polisportiva Dilettantistica E.D.P. Jesina Femminile nelle competizioni ufficiali della stagione 2015-2016.

## Stagione
La stagione 2015-2016 vede l'E.D.P. Jesina affrontare nuovamente il campionato di Serie B inserita però questa volta nel girone B, dopo aver terminato il precedente al quarto posto nel girone C, con la squadra affidata al tecnico Domenico Giugliano che rileva Andrea Marcelli.
La stagione per le ragazze in tenuta biancorossa inizia in Coppa Italia, ma termina già alla prima fase eliminatoria, dove nella fase a gironi, inserita nel quadrangolare F con Chieti, Foligno e Grifo Perugia, la squadra perde due incontri su tre ed è eliminata dal torneo.
Ben diverso invece il percorso in campionato dove la squadra con 17 vittorie, un pareggio e 4 sconfitte, con il miglior attacco, 64 i gol realizzati dei quali 23 a firma Elisa Polli, e la migliore difesa, 19 le reti subite, conquista il primo posto del girone B, staccando di 8 punti il Pro San Bonifacio e la promozione in Serie A, primo campionato di vertice per la società.

## Organigramma societario
Dati estratti dal sito societario
Area amministrativa
- Presidente: Massimo Coltorti
- Vice presidente: Sergio Papa
- Team manager: Luigi "Gino" Romano
- Direttore generale: Alessandro Cossu
- Segretaria: Laura Casavecchia
- Responsabile comunicazione: MMag di Matteo Magnarelli con Simone Zezza e Alessio Ritucci.

Area tecnica
- Allenatore: Domenico Giugliano
- Preparatore atletico: Lorenzo Bruschi
- Preparatore dei portieri: Francesco Masciambruni
- Massaggiatore: Moreno Picchiò
- Staff medico: Roberto Balducci

## Rosa
| N. |                   | Ruolo | Calciatrice       |
| -- | ----------------- | ----- | ----------------- |
|    | Italia (bandiera) | P     | Katia Cantori     |
|    | Italia (bandiera) | P     | Emma Guidi        |
|    | Italia (bandiera) | D     | Ilaria Alunno     |
|    | Italia (bandiera) | D     | Irene Barchiesi   |
|    | Italia (bandiera) | D     | Chiara Breccia    |
|    | Italia (bandiera) | D     | Aurora De Sanctis |
|    | Italia (bandiera) | D     | Anna Ferretto     |
|    | Italia (bandiera) | D     | Ilaria Lucarini   |
|    | Italia (bandiera) | D     | Emily Mosca       |
|    | Italia (bandiera) | D     | Giulia Picchiò    |
|    | Italia (bandiera) | D     | Silvia Scarponi   |
|    | Italia (bandiera) | C     | Elisa Battistoni  |

| N. |                   | Ruolo | Calciatrice            |
| -- | ----------------- | ----- | ---------------------- |
|    | Italia (bandiera) | C     | Veronica Becci         |
|    | Italia (bandiera) | C     | Michela Catena         |
|    | Italia (bandiera) | C     | Nausica Costantini     |
|    | Italia (bandiera) | C     | Miriam Fiorella        |
|    | Italia (bandiera) | C     | Giulia Mari            |
|    | Italia (bandiera) | C     | Martina Vagnini        |
|    | Italia (bandiera) | A     | Noemi Fabbretti        |
|    | Italia (bandiera) | A     | Tamara Fontana         |
|    | Italia (bandiera) | A     | Valeria Monterubbiano  |
|    | Italia (bandiera) | A     | Marta Papa             |
|    | Italia (bandiera) | A     | Alessandra Piergallini |
|    | Italia (bandiera) | A     | Elisa Polli            |

## Calciomercato

### Sessione estiva
| Acquisti | Acquisti      | Acquisti | Acquisti |
| R.       | Nome          | da       | Modalità |
| -------- | ------------- | -------- | -------- |
| D        | Anna Ferretto | Raldon   |          |

| Cessioni | Cessioni               | Cessioni           | Cessioni   |
| R.       | Nome                   | a                  | Modalità   |
| -------- | ---------------------- | ------------------ | ---------- |
| D        | Margherita Bastianelli | Riviera di Romagna | definitivo |
| A        | Maddalena Porcarelli   | Riviera di Romagna | definitivo |

### Sessione invernale
| Acquisti | Acquisti | Acquisti | Acquisti |
| R.       | Nome     | da       | Modalità |
| -------- | -------- | -------- | -------- |
|          |          |          |          |

| Cessioni | Cessioni | Cessioni | Cessioni |
| R.       | Nome     | a        | Modalità |
| -------- | -------- | -------- | -------- |
|          |          |          |          |

## Risultati

### Coppa Italia
| Arbitro: | Andrea Ancora (Roma) |

|                                |           |                     |
| Stivaletta 3’, 41’ Gangemi 16’ | Marcatori | 9’ Alunno 67’ Becci |

| Jesi 11 ottobre 2015, ore 14:30 CEST Fase a gironi, quadrangolare F - 2ª giornata            | E.D.P. Jesina | 5 – 0 referto | Foligno |  |
| \| \| \| \| \| Becci 22’ Catena 36’, 2º T’ Fabbretti 65’ Battistoni 2º T’ \| Marcatori \| \| |               |               |         |  |
|                                                                                              |               |               |         |  |
| Becci 22’ Catena 36’, 2º T’ Fabbretti 65’ Battistoni 2º T’                                   | Marcatori     |               |         |  |

| Jesi 25 ottobre 2015, ore 14:30 CET Fase a gironi, quadrangolare F - 3ª giornata                        | E.D.P. Jesina | 1 – 5 referto                                        | Grifo Perugia |  |
| \| \| \| \| \| Ricci 90’ (aut.) \| Marcatori \| 44’, 64’ Pellegrino 47’, 75’ Pederzoli 66’ Marinelli \| |               |                                                      |               |  |
| |               |                                                      |               |  |
| Ricci 90’ (aut.)                                                                                        | Marcatori     | 44’, 64’ Pellegrino 47’, 75’ Pederzoli 66’ Marinelli |               |  |

## Statistiche

### Statistiche di squadra
| Competizione | Punti | In casa | In casa | In casa | In casa | In casa | In casa | In trasferta | In trasferta | In trasferta | In trasferta | In trasferta | In trasferta | Totale | Totale | Totale | Totale | Totale | Totale | DR  |
| Competizione | Punti | G       | V       | N       | P       | Gf      | Gs      | G            | V            | N            | P            | Gf           | Gs           | G      | V      | N      | P      | Gf     | Gs     | DR  |
| ------------ | ----- | ------- | ------- | ------- | ------- | ------- | ------- | ------------ | ------------ | ------------ | ------------ | ------------ | ------------ | ------ | ------ | ------ | ------ | ------ | ------ | --- |
| Serie B      | 52    | 11      | -       | -       | -       | -       | -       | 11           | -            | -            | -            | -            | -            | 22     | 17     | 1      | 4      | 64     | 19     | +45 |
| Coppa Italia | -     | 2       | 1       | 0       | 1       | 6       | 5       | 1            | 0            | 0            | 1            | 2            | 3            | 1      | 1      | 0      | 2      | 8      | 8      | 0   |
| Totale       | -     | 13      | -       | -       | -       | -       | -       | 12           | -            | -            | -            | -            | -            | 25     | 18     | 1      | 6      | 72     | 27     | +45 |

### Andamento in campionato
| Giornata  | 1 | 2 | 3 | 4 | 5 | 6 | 7 | 8 | 9 | 10 | 11 | 12 | 13 | 14 | 15 | 16 | 17 | 18 | 19 | 20 | 21 | 22 | 23 | 24 | 25 | 26 |
| --------- | - | - | - | - | - | - | - | - | - | -- | -- | -- | -- | -- | -- | -- | -- | -- | -- | -- | -- | -- | -- | -- | -- | -- |
| Luogo     |   |   |   |   |   |   |   |   |   |    |    |    |    |    |    |    |    |    |    |    |    |    |    |    |    |    |
| Risultato |   |   |   |   |   |   |   |   |   |    |    |    |    |    |    |    |    |    |    |    |    |    |    |    |    |    |
| Posizione |   |   |   |   |   |   |   |   |   |    |    |    |    |    |    |    |    |    |    |    |    |    |    |    |    | 1  |

Legenda:

Luogo: C = Casa; T = Trasferta. Risultato: V = Vittoria; N = Pareggio; P = Sconfitta.

### Statistiche delle giocatrici
| Giocatore        | Serie B  | Serie B | Serie B     | Serie B    | Coppa Italia | Coppa Italia | Coppa Italia | Coppa Italia | Totale   | Totale | Totale      | Totale     |
| Giocatore        | Presenze | Reti    | Ammonizioni | Espulsioni | Presenze     | Reti         | Ammonizioni  | Espulsioni   | Presenze | Reti   | Ammonizioni | Espulsioni |
| ---------------- | -------- | ------- | ----------- | ---------- | ------------ | ------------ | ------------ | ------------ | -------- | ------ | ----------- | ---------- |
| I. Alunno        | ?        | ?       | ?           | ?          | ?            | ?            | ?            | ?            | ?        | ?      | ?           | ?          |
| I. Barchiesi     | ?        | ?       | ?           | ?          | ?            | ?            | ?            | ?            | ?        | ?      | ?           | ?          |
| E. Battistoni    | ?        | ?       | ?           | ?          | ?            | ?            | ?            | ?            | ?        | ?      | ?           | ?          |
| V. Becci         | ?        | ?       | ?           | ?          | ?            | ?            | ?            | ?            | ?        | ?      | ?           | ?          |
| C. Breccia       | ?        | ?       | ?           | ?          | ?            | ?            | ?            | ?            | ?        | ?      | ?           | ?          |
| K. Cantori       | ?        | ?       | ?           | ?          | ?            | ?            | ?            | ?            | ?        | ?      | ?           | ?          |
| M. Catena        | ?        | ?       | ?           | ?          | ?            | ?            | ?            | ?            | ?        | ?      | ?           | ?          |
| N. Costantini    | ?        | ?       | ?           | ?          | ?            | ?            | ?            | ?            | ?        | ?      | ?           | ?          |
| A. De Sanctis    | ?        | ?       | ?           | ?          | ?            | ?            | ?            | ?            | ?        | ?      | ?           | ?          |
| N. Fabbretti     | ?        | ?       | ?           | ?          | ?            | ?            | ?            | ?            | ?        | ?      | ?           | ?          |
| A. Ferretto      | ?        | ?       | ?           | ?          | ?            | ?            | ?            | ?            | ?        | ?      | ?           | ?          |
| M. Fiorella      | ?        | ?       | ?           | ?          | ?            | ?            | ?            | ?            | ?        | ?      | ?           | ?          |
| T. Fontana       | ?        | ?       | ?           | ?          | ?            | ?            | ?            | ?            | ?        | ?      | ?           | ?          |
| E. Guidi         | ?        | -?      | ?           | ?          | ?            | -?           | ?            | ?            | ?        | -?     | ?           | ?          |
| I. Lucarini      | ?        | ?       | ?           | ?          | ?            | ?            | ?            | ?            | ?        | ?      | ?           | ?          |
| G. Mari          | ?        | ?       | ?           | ?          | ?            | ?            | ?            | ?            | ?        | ?      | ?           | ?          |
| V. Monterubbiano | ?        | ?       | ?           | ?          | ?            | ?            | ?            | ?            | ?        | ?      | ?           | ?          |
| E. Mosca         | ?        | ?       | ?           | ?          | ?            | ?            | ?            | ?            | ?        | ?      | ?           | ?          |
| M. Papa          | ?        | ?       | ?           | ?          | ?            | ?            | ?            | ?            | ?        | ?      | ?           | ?          |
| G. Picchiò       | ?        | ?       | ?           | ?          | ?            | ?            | ?            | ?            | ?        | ?      | ?           | ?          |
| A. Piergallini   | ?        | ?       | ?           | ?          | ?            | ?            | ?            | ?            | ?        | ?      | ?           | ?          |
| E. Polli         | 17       | 23      | ?           | ?          | ?            | ?            | ?            | ?            | 17+      | 23+    | ?           | ?          |
| S. Scarponi      | ?        | ?       | ?           | ?          | ?            | ?            | ?            | ?            | ?        | ?      | ?           | ?          |
| M. Vagnini       | ?        | ?       | ?           | ?          | ?            | ?            | ?            | ?            | ?        | ?      | ?           | ?          |